# Chatham County (Georgia)
Chatham County is een county in de Amerikaanse staat Georgia.
De county heeft een landoppervlakte van 1.135 km² en telt 232.048 inwoners (volkstelling 2000). De hoofdplaats is Savannah.

## Bevolkingsontwikkeling

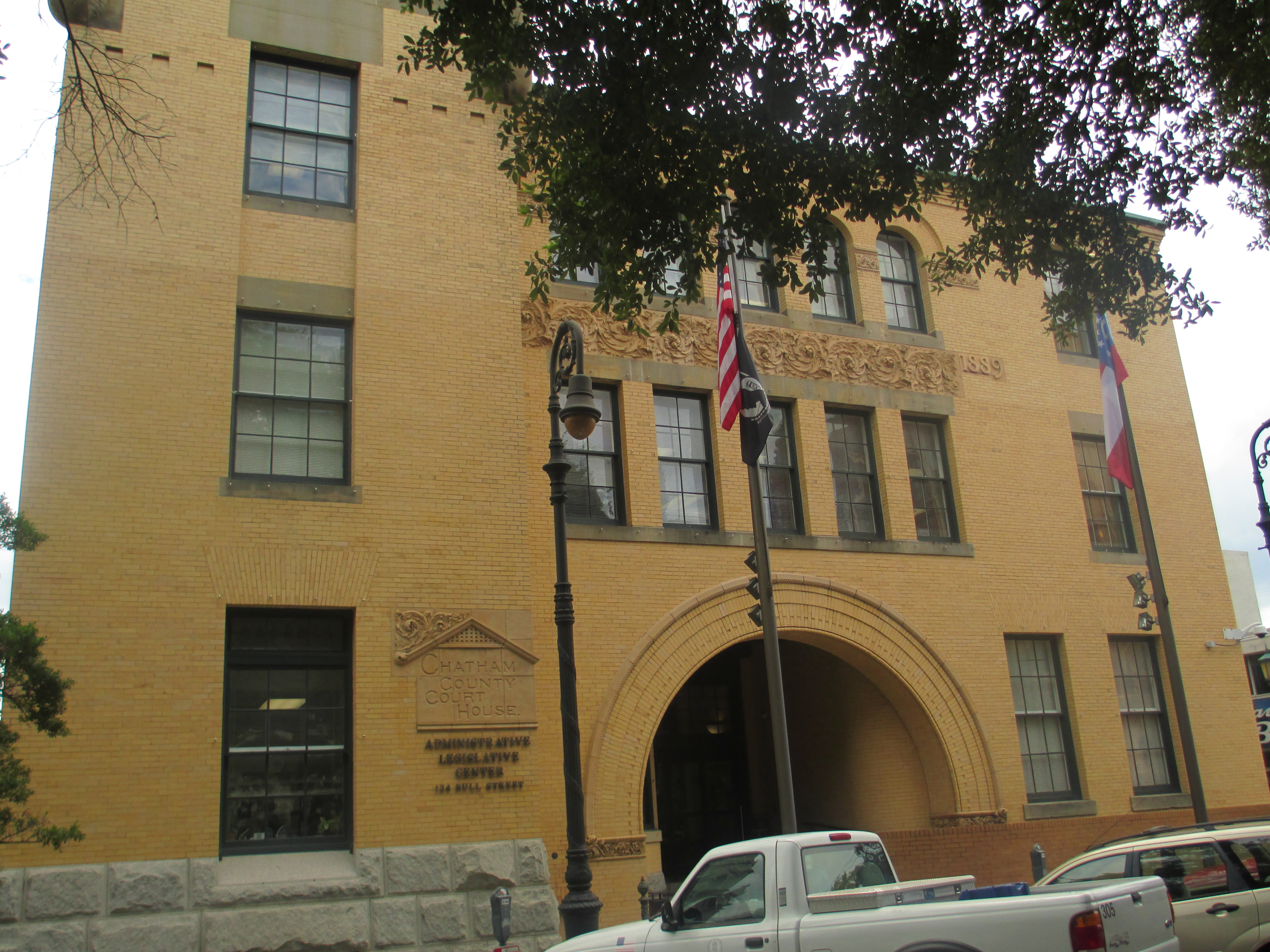
Chatham County Courthouse

## Geboren
- Clarence Thomas (Pin Point, 1948), jurist en rechter